# Abraham van Diepenbeeck

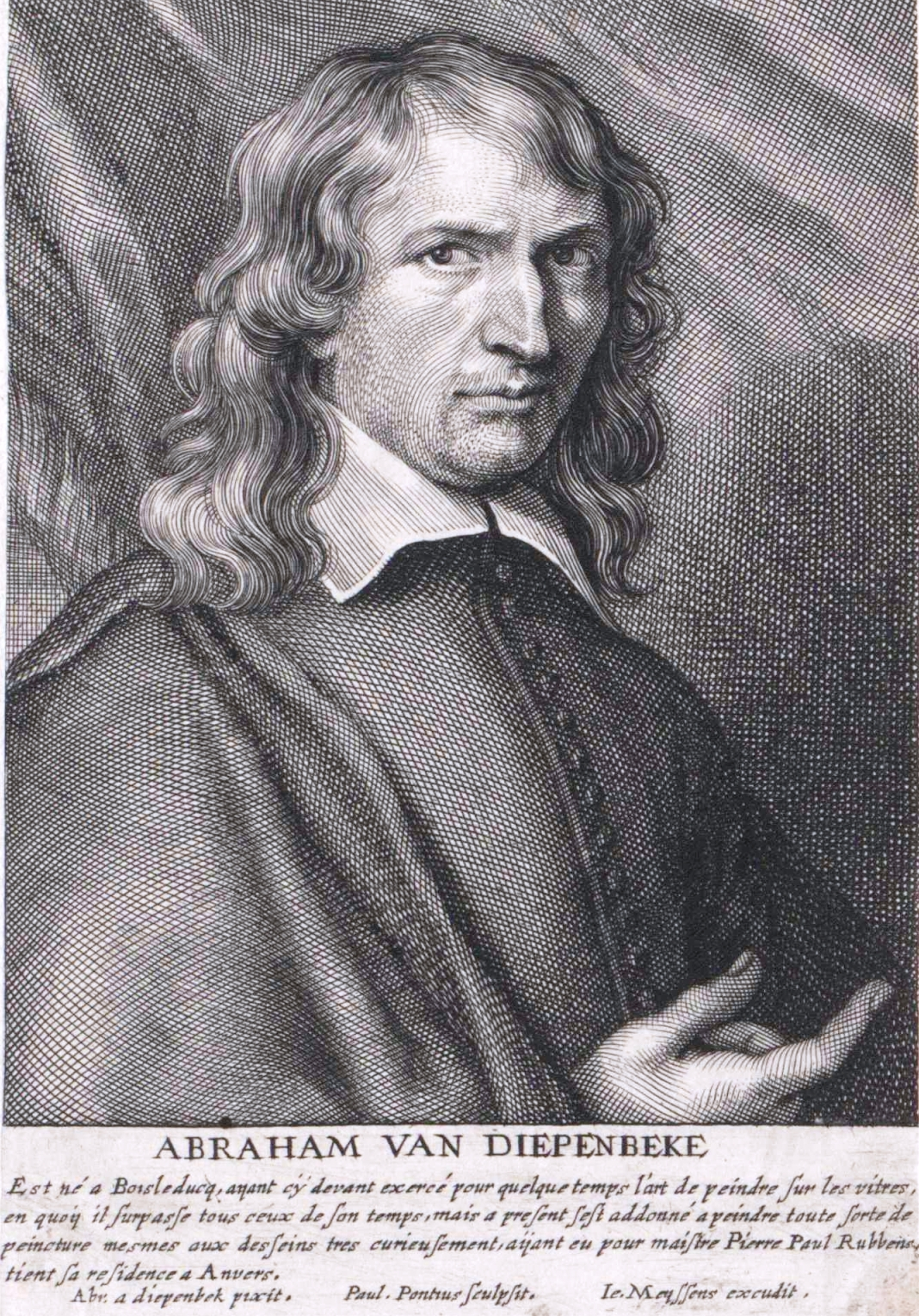
Abraham van Diepenbeeck (Porträt)

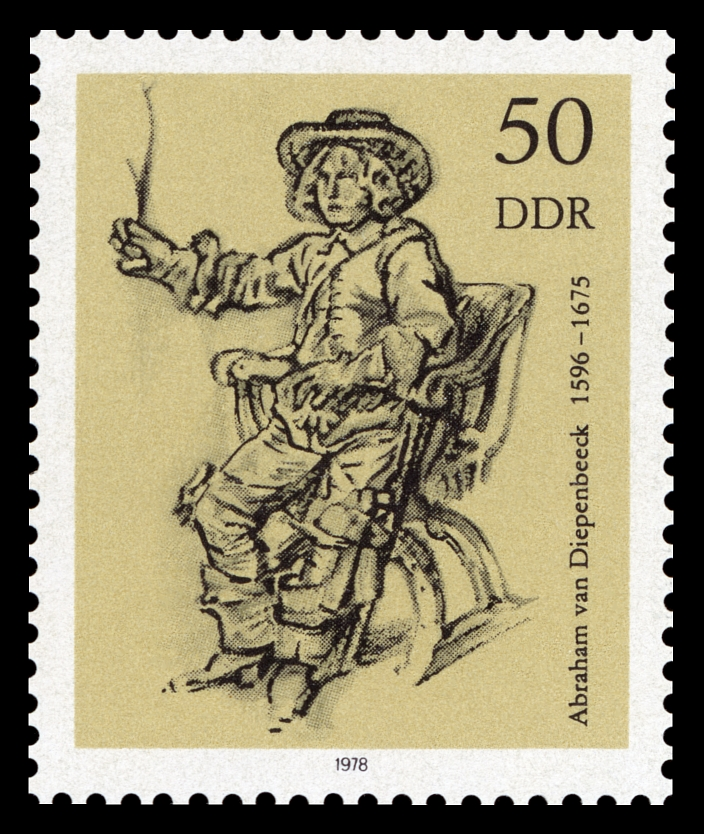
Kupferstichkabinett Berlin – Briefmarke der DDR – 50 Pf – Abraham van Diepenbeeck

Abraham van Diepenbeeck (* 9. Mai 1596 in ’s-Hertogenbosch; † 31. Dezember 1675 in Antwerpen) war ein niederländischer Glasmaler, Maler, Zeichner und Entwurfszeichner.

## Leben
Van Diepenbeeck wurde 1596 als Sohn des Glasmalers Jan van Diepenbeeck geboren. Er lernte zuerst bei seinem Vater die Glasmalerei und zog wohl Anfang der 1620er Jahre nach Antwerpen. 1622/23 wurde er als Glasmaler in die Antwerpener Lukasgilde aufgenommen und arbeitete als Entwurfszeichner für eine Druckerei. 1632 reiste er nach Fontainebleau und Paris, wo er Fresken von Francesco Primaticcio und Nicolò dell’Abbate kopierte. Außerdem malte Diepenbeeck Bilder für die Karmeliterkirche St-Joseph-des-Carmes in Paris. 1641 wurde Diepenbeeck Dekan der Lukasgilde, wurde allerdings nach einem heftigen Streit innerhalb der Gilde von der Liste der Dekane gestrichen und erst 1672 wieder in alle Rechte eingesetzt.
Am 4. Juni 1636 wurde Diepenbeeck Bürger von Antwerpen. Im folgenden Jahr heiratete er Catharina Heuvinck, mit der er acht Kinder bekam. Schon 1648 starb Diepenbeecks Frau und er heiratete 1652 die Witwe Anna van der Dort, mit der er weitere vier Kinder bekam.
Diepenbeeck starb 1675 in Antwerpen.

## Werk
Diepenbeeck war in den ersten Jahren seiner Künstlerkarriere vor allem als Glasmaler tätig. Diese Werke sind heute nur in Fragmenten erhalten, darunter zwölf Szenen aus dem Leben Christi und Mariä aus den Jahren 1622 bis 1625 in der Loretto-Kapelle des Karmeliterklosters in Antwerpen, sowie Fenster in der Kammer der Schützengilde und im Empfangsraum des Antwerpener Rathauses (1624). In den folgenden Jahren schuf er unter anderem:
- 1633: zehn Fenster in St. Paul, Antwerpen
- 1635: sieben Werke der Barmherzigkeit mit Stiftern in der Hochzeits-Kapelle der Pauluskirche.
- 40 Szenen aus dem Leben des hl. Franziskus von Paola, Franziskanerkirche
- vier Fenster im Chor der Jesuitenkirche
- 1644: vier Fenster mit Christus, Maria, Philipp IV und Isabella Marienkapelle, St. Johannes

Spätestens in den 1620er Jahren malte und zeichnete Diepenbeeck auch auf Leinwand, Holz und Papier. Seine Zeichnungen und Ölskizzen weisen dabei stark eklektizistische Züge auf. In den 1620er Jahren begannen Diepenbeeck und Peter Paul Rubens eine intensive Zusammenarbeit, die auch Diepenbeecks Œuvre der 1620er Jahre beeinflusst. Insbesondere die Lichtführung mittels Helldunkelkontrasten gehen auf Rubens zurück, aber auch die Bemühungen um Perspektive, Ausdruck und Bewegung. Auch mit Daniel Seghers arbeitete Diepenbeeck mehrfach zusammen. Die Motive des Künstlers waren religiöse, historische und allegorische Darstellungen und Porträts, die auch von Druckgrafikern gestochen wurden. In den letzten Schaffensjahren konzentrierte Diepenbeeck sich vor allem auf Bildteppiche, Illustrationen für Andachtsbücher und Druckgrafiken.